# Peter Egger (Politiker)
Peter Egger (* 11. Juli 1809 in Flattach; † 7. März 1875 ebenda) war ein österreichischer Landwirt und Politiker.

## Leben
Egger war der Sohn des Landwirts und Besitzers der oberen Egger-Hube, Lorenz Egger (* um 1779) und dessen Ehefrau Elisabeth geborne Zraunig (* 3. Dezember 1786). Er war römisch-katholischer Konfession und heiratete am 20. Februar 1838 Elisabeth Pacher (* 28. Juli 1815; † 4. Januar 1871). Aus der Ehe gingen fünf Töchter und drei Söhne hervor.
Er lebte als Landwirt und Besitzer der Mentlhube in Flattach Nr. 19
Vom 17. Juli 1848 bis zum 4. März 1849 war er Abgeordneter im Provisorischen Kärntner Landtag. Ab dem 17. Oktober 1848 war er Ersatz-Mitglied des Landtagsausschusses.